# Pseudorthodes prodeuns
Pseudorthodes prodeuns är en fjärilsart som beskrevs av Walker 1856. Pseudorthodes prodeuns ingår i släktet Pseudorthodes och familjen nattflyn. Inga underarter finns listade.